# Tiki Bun / Shabadabadō / Mikaeri Bijin
Singles par Morning Musume
Toki wo Koe Sora wo Koe (...)
(2014) Seishun Kozō ga Naiteiru (...)
(2015)
Tiki Bun / Shabadabadō / Mikaeri Bijin (TIKI BUN／シャバダバ ドゥ～／見返り美人, ou ... Shabadabadou, Shabadabadoo~, ...) est le 57e single de Morning Musume, en fait attribué à "Morning Musume。'14".

## Présentation
Le single, écrit, composé et produit par Tsunku (sauf une chanson), sort le 15 octobre 2014 au Japon sur le label zetima, six mois après le précédent single, Toki wo Koe Sora wo Koe / Password is 0 ; c'est l'un des plus longs délais de parution entre deux singles du groupe. Il atteint la 2e place du classement hebdomadaire des ventes de l'Oricon.
C'est le troisième single que sort le groupe sous son appellation temporaire « Morning Musume '14 » (モーニング娘。’14, prononcé « one four ») destinée à être utilisée durant l'année 2014, et c'est son quatrième disque à être identifié de cette façon par son année de sortie. C'est son deuxième single « triple face A » officiel, après Egao no Kimi wa Taiyō sa / Kimi no Kawari wa Iyashinai / What is Love? sorti en début d'année, contenant trois chansons principales et leurs versions instrumentales (Tiki Bun, Shabadabadō, et Mikaeri Bijin) ; c'est donc son deuxième single à ne pas contenir de « face B » (alias c/w) officielle.
Comme les cinq singles le précédant, il sort en deux éditions régulières différentes notées « A » et « B », avec des pochettes différentes et incluant une carte de collection (sur onze possible pour chaque édition de ce single : une de chacune des dix membres et une du groupe, en costume de scène de Tiki Bun pour la « A » ou en costume de Mikaeri Bijin pour la « B »). Il sort également dans quatre éditions limitées, notées « A », « B », « C », et « D », avec des pochettes différentes et contenant chacune un DVD différent en supplément ainsi qu'un ticket de loterie pour participer à une rencontre avec le groupe.
C'est le dernier single du groupe avec Sayumi Michishige, la plus ancienne membre, arrivée onze auparavant, qui le quittera peu après sa sortie ; elle interprète en solo la deuxième chanson, Shabadabadō. La troisième chanson, Mikaeri Bijin, est interprétée sans elle par les neuf autres membres ; c'est l'un des rares titres du groupe a ne pas avoir été écrit et composé par Tsunku.
Seule une version remaniée de la première chanson Tiki Bun figurera sur le prochain album du groupe, 14 Shō ~The Message~, qui sort deux semaines plus tard.

## Formation
Membres du groupe créditées sur le single :
- 6e génération : Sayumi Michishige (dernier single)
- 9e génération : Mizuki Fukumura, Erina Ikuta, Riho Sayashi, Kanon Suzuki
- 10e génération : Haruna Iikubo, Ayumi Ishida, Masaki Satō, Haruka Kudō
- 11e génération : Sakura Oda

## Listes des titres
Les titres sont écrits et composés par Tsunku, sauf n°3 (et 6) écrit par Shin'ichi Ishihara et composé par Tetsuya Gen.
| CD    | CD                                                | CD                                 | CD    | CD | CD | CD | CD | CD | CD |
| No    | Titre                                             | Interprètes                        | Durée |    |    |    |    |    |    |
| ----- | ------------------------------------------------- | ---------------------------------- | ----- | -- | -- | -- | -- | -- | -- |
| 1.    | Tiki Bun (TIKI BUN)                               | par Morning Musume                 | 5:01  |    |    |    |    |    |    |
| 2.    | Shabadabadō (シャバダバ ドゥ～)                   | par Sayumi Michishige en solo      | 4:04  |    |    |    |    |    |    |
| 3.    | Mikaeri Bijin (見返り美人)                        | par les 9e, 10e et 11e générations | 4:55  |    |    |    |    |    |    |
| 4.    | Tiki Bun (Instrumental) (TIKI BUN...)             |                                    | 5:02  |    |    |    |    |    |    |
| 5.    | Shabadabadō (Instrumental) (シャバダバ ドゥ～...) |                                    | 4:04  |    |    |    |    |    |    |
| 6.    | Mikaeri Bijin (Instrumental) (見返り美人...)      |                                    | 4:57  |    |    |    |    |    |    |
| 27:13 |                                                   |                                    |       |    |    |    |    |    |    |

| 1. | Tiki Bun (Music Video) (TIKI BUN...) |  |

| 1. | Shabadabadō (Music Video) (シャバダバ ドゥ～...) |  |

| 1. | Mikaeri Bijin (Music Video) (見返り美人...) |  |

| 1. | Tiki Bun (Dance Shot Ver.) (TIKI BUN...)        |  |
| 2. | Tiki Bun Making Video (TIKI BUN メイキング映像) |  |